# Gerzen
Gerzen er en kommune i Landkreis Landshut, i regierungsbezirk Niederbayern i den tyske delstat Bayern. Byen er administrationsby for Verwaltungsgemeinschaft Gerzen.

## Geografi
Gerzen ligger i Region Landshut i dalen til floden Vils omkring 10 kilometer nordøst for byen Vilsbiburg.
I kommunen ligger ud over Gerzen, landsbyerne Jesendorf og Lichtenhaag.